# Flobots
I Flobots sono un gruppo musicale statunitense originario di Denver (Colorado) formatosi nel 2000.
Il loro genere può essere considerato un crossover tra indie rock e hip hop. Il gruppo ha raggiunto un certo successo radiofonico nel 2007 con il singolo Handlebars, contenuto nel loro album Fight with Tools.

## Formazione

### Formazione attuale
- Jamie "Jonny 5" Laurie – voce (dal 2000)
- Stephen "Brer Rabbit" Brackett – voce (dal 2005)
- Jesse Walker – basso (dal 2005)
- Kenny Ortiz – batteria (dal 2005)
- Mackenzie Gault – viola, voce (dal 2005)

### Ex componenti
- Andy "Rok" Guerrero – chitarra, voce (2000-2011)

## Discografia

### Album in studio
- 2007 - Fight with Tools (ripubblicato nel 2008)
- 2010 - Survival Story
- 2012 - The Circle in the Square

### EP
- 2005 - Flobots Present...Platypus
- 2009 - Live at the House of Blues – Anaheim, CA

### Singoli
- 2008 - Handlebars
- 2008 - Rise
- 2010 - White Flag Warrior (feat. Tim McIlrath)
- 2012 - The Circle in the Square